# Fernando de Ávalos
Pour les articles homonymes, voir Avalos.
Ferdinand François d’Avalos (né en 1489 à Naples et mort le 4 novembre 1525 à Milan), marquis de Pescara (ou Pescaire en français), est l’un des principaux capitaines de Charles Quint au cours des guerres d'Italie.

## Biographie
Issu d'une famille d'aristocrates aragonais, il naît à Naples, où son grand-père, Iñigo d'Avalos (es), commandait les troupes d'Alphonse V. À l'âge de six ans, sa famille le fiance à Vittoria Colonna, fille du général Fabrizio Colonna, et les noces sont célébrées en 1509 à l'île d'Ischia. En tant que membre du parti aragonais de Naples, il apporte son appui à Ferdinand le Catholique pendant les guerres d'Italie. En 1512, il commande un parti d'estradiots à la bataille de Ravenne, lorsqu'il est blessé et fait prisonnier. Dans la détention qui suivit, Fernando d'Avalos compose un Dialogue de l’amour dédié à son épouse Vittoria Colonna. Sur intervention de Jacques de Trivulce, qui lui était lié par sa famille, il put être libéré moyennant versement d'une rançon de 6 000 ducats.
Dès qu’il eut recouvré sa liberté, il reprend les armes contre la France et participe à la reconquête du duché de Milan par l’Espagne comme commandant de l'infanterie espagnole à la bataille de Vicence, le 7 octobre 1513, puis commandant en second de Prospero Colonna à la bataille de la Bicoque (29 avril 1522) ; mais après cette victoire, c'est Colonna que Charles Quint nomme général-en-chef des armées d'Italie :  la marquis d'Avalos s'estime injustement privé d'un titre qu'il convoitait ardemment, et cela au profit d'un général italien : il partit pour Valladolid pour plaider sa cause auprès de l'empereur. Charles Quint, qui le reçut plusieurs fois en audience, finit par le convaincre de se remettre sous les ordres de Colonna. 
D'Avalos bénéficiant à présent d'une reconnaissance personnelle de son souverain, ce fut lui que Charles Quint mit à la tête des armées espagnoles lorsque François Ier envahit l'Italie (1524). La situation était difficile, car les mercenaires avaient un retard de solde, mais d'Avalos sut jouer de son prestige auprès des vétérans espagnols et des lansquenets allemands pour faire front tout au long du siège de Pavie (1524-1525).
Il défait en 1524 le chevalier Bayard à Rebec. Commandant en chef de l’armée de Charles Quint, il écrase les troupes françaises le 24 février 1525 à Pavie par un coup stratégique réussi : détourner la cavalerie lourde des Français par une manœuvre combinée de cavalerie légère et d’arquebusiers. Victorieux, il reçoit lui-même la reddition de François Ier. Mais une rumeur laisse entendre qu'il s'estime insuffisamment gratifié par l'empereur et très vite, le secrétaire particulier du duc de Milan, Girolamo Morone, lui propose la couronne d'Italie s'il chasse Français et Impériaux. D'Avalos fait arrêter Morone et fait connaître cette tentative à Charles Quint ; mais sa santé, affectée par de multiples blessures, est déjà déclinante, et il meurt à Milan le 3 décembre 1525.

## Postérité
Un de ses contemporains, l'historiographe italien Paul Jove, a rédigé sa biographie en latin et l'a placée à la fin de ses Vitæ(illustrium virorum). Cet ouvrage sera traduit en toscan et publié par Lodovico Domenichi à Florence en 1551 ; puis en espagnol par Pedro de Vallés (es) en 1553, sous le titre Historia del fortissimo y prudentissimo capitan Don Hernando de Ávalos.
Conrad Ferdinand Meyer lui a consacré un roman : La Tentation de Pescara ; et la pièce de John Webster, La Duchesse d'Amalfi (jouée en 1613-1614), fait souvent allusion au marquis.